# Chinland
(my) ချင်းပြည်
(lus) Chinram 
Le Chinland, en forme longue l'État du Chinland, est un état autoproclamé d'Asie du Sud-Est. Son territoire revendiqué englobe l'état Chin de Birmanie. L'état est fondé le 6 décembre 2023 avec la signature d'une constitution par un conseil local et des représentants du Front national chin (en) dans le contexte de la guerre civile birmane, il contrôle la quasi-totalité de l’état Chin et les frontières avec le Bangladesh et l’Inde . Le Chinland n'est reconnu par aucune autre entité territoriale et politique à l’internationale.

## Constitution

Territoire contrôlé par le front national chin

La constitution du Chinland établit le conseil du Chinland comme organe directeur du pays et change l'ancien nom de l'État Chin en Chinland. La constitution vise à créer un État-nation pour le peuple Chin suivant les principes de l'autodétermination.
Le Conseil du Chinland, composé de 27 membres du CNF, 14 députés et 68 membres des administrations locales, a reçu le soutien de 14 des 17 organisations d'administration locale reconnues dans l'État Chin, à l'exception de celles de Falam, Tedim et Mindat (en) .

## Structure
Le gouvernement du Chinland est divisé en trois branches – exécutive, législative et judiciaire – supervisées par le conseil du Chinland, qui devrait établir pleinement les trois branches d'ici janvier 2024. L'exécutif devrait comprendre 15 ministères, parmi lesquels les ministères de la Défense, de l'Intérieur, des Affaires étrangères et de l'Immigration.
La constitution du Chinland établit également l'Armée nationale Chin comme la seule armée nationale de l'État. Néanmoins, les administrations locales maintiennent toujours leurs propres forces armées, la plupart faisant partie de la Force de défense du Chinland et organisées au sein du Comité de défense conjoint du Chin.

### Symbole
Un nouveau drapeau a été établi comme symbole pour le Chinland, différent du drapeau précédent de l'État Chin. Il se compose de trois bandes horizontales rouges, blanches et bleues, chargées de deux calaos au centre dans un cercle blanc.

Ancien drapeau de l'état Chin

## Statut
Tout en prétendant lutter pour une « union démocratique fédérale », la constitution n'aborde pas le statut du Chinland par rapport à la Birmanie, ce qui entraîne des spéculations sur un potentiel séparatisme.
En outre, certains membres du précédent Conseil consultatif national intérimaire Chin, créé en 2021, ont rejeté l'autorité du Conseil Chinland, craignant qu'une ratification de la constitution n'entraîne la dissolution du conseil national.